# Sasanka
Sasanka (Anemone) je rod rostlin z čeledi pryskyřníkovitých (Ranunculaceae).

## Taxonomie
Pojetí rodu Anemone se u jednotlivých autorů dosti lišilo. Existuje nejširší pojetí, kdy nejsou uznávány rody jaterník (Hepatica) a koniklec (Pulsatilla) a zástupci jsou pak řazeny do rodu Anemone. Toto pojetí zastává např. Flóra Severní Ameriky. Jiní rody Hepatica a Pulsatilla uznávají, např. Flóra Číny. Stejně jako většina recentních středoevropských autorů. Existuje ale ještě užší pojetí, které užíval třeba Dostál (1989) nebo Květena ČR, kde kromě toho z rodu Anemone vyjímá další menší rody Anemonoides a Anemonastrum. Kubát 2002 rody Anemonastrum a Anemonoides neuznává, ale rody Hepatica a Pulsatilla ano. V nejnovější době středoevropští autoři uznávají rody Hepatica a Pulsatilla, rod Anemonoides neuznávají a druhy řadí pod Anemone, zato se však vrací k samostatnému rodu Anemonastrum, česky větrnice. Ze středoevropských druhů pouze větrnice narcisokvětá (sasanka narcisokvětá) (Anemone narcissiflora). V tomto pojetí rod popisuje i tento článek

## Popis
Jedná se o vytrvalé byliny s podzemním oddenkem, který může být dlouhý a válcovitý nebo hlízovitě zkrácený Lodyhy jsou lysé nebo chlupaté. Přízemní listy mohou chybět, jindy jsou přítomny, pak jsou dlouze řapíkaté, jsou zpravidla trojčetné, někdy až pětičetné nebo jen dlanitě dělené. Lodyžní listy (popř. listeny, záleží na interpretaci) jsou podobné přízemním, v trojčetném přeslenu, jsou zpravidla také trojčetné. Květy jsou většinou jednotlivé, řidčeji po několika, různých barev, bílé, žluté, ale i červené nebo modré. Okvětních lístků bývá nejčastěji 5–20 Jedná se ale ve skutečnosti po petalizované (napodobující korunu) kališní lístky, kdy korunní lístky chybí. Tyčinek je mnoho. Opylení probíhá pomocí hmyzu (entomogamie). Gyneceum je apokarpní, pestíků je mnoho. Plodem je nažka, která může být řídce až hustě chlupatá nebo až huňatá a je zakončená zobánkem. Na bázi nažky je někdy olejnaté masíčko. Nažky jsou uspořádány do souplodí. Jsou rozšiřovány větrem (anemochorie) nebo pomocí mravenců (myrmekochorie).

## Rozšíření
Je známo asi 150 druhů. Počet však závisí na taxonomii, jak široce je rod chápán, může to být i o něco méně. Jsou rozšířeny na všech kontinentech kromě Antarktidy, ovšem těžiště rozšíření je v mírném pásu Evropy, Asie a Severní Ameriky. Z celé Evropy je udáváno asi 14 druhů.
Ve střední Evropě můžeme potkat 5 druhů, pokud nepočítáme druhy pěstované a zřídka zplanělé. V České republice rostou tři druhy. Nejběžnější je sasanka hajní. V teplejších oblastech je poměrně hojná i sasanka pryskyřníkovitá. Na teplá stanoviště je vázána i sasanka lesní. Sasanka narcisokvětá byla přeřazena do rodu větrnice (Anemonastrum). V Alpách dále roste sasanka baldenská a sasanka trojlistá.

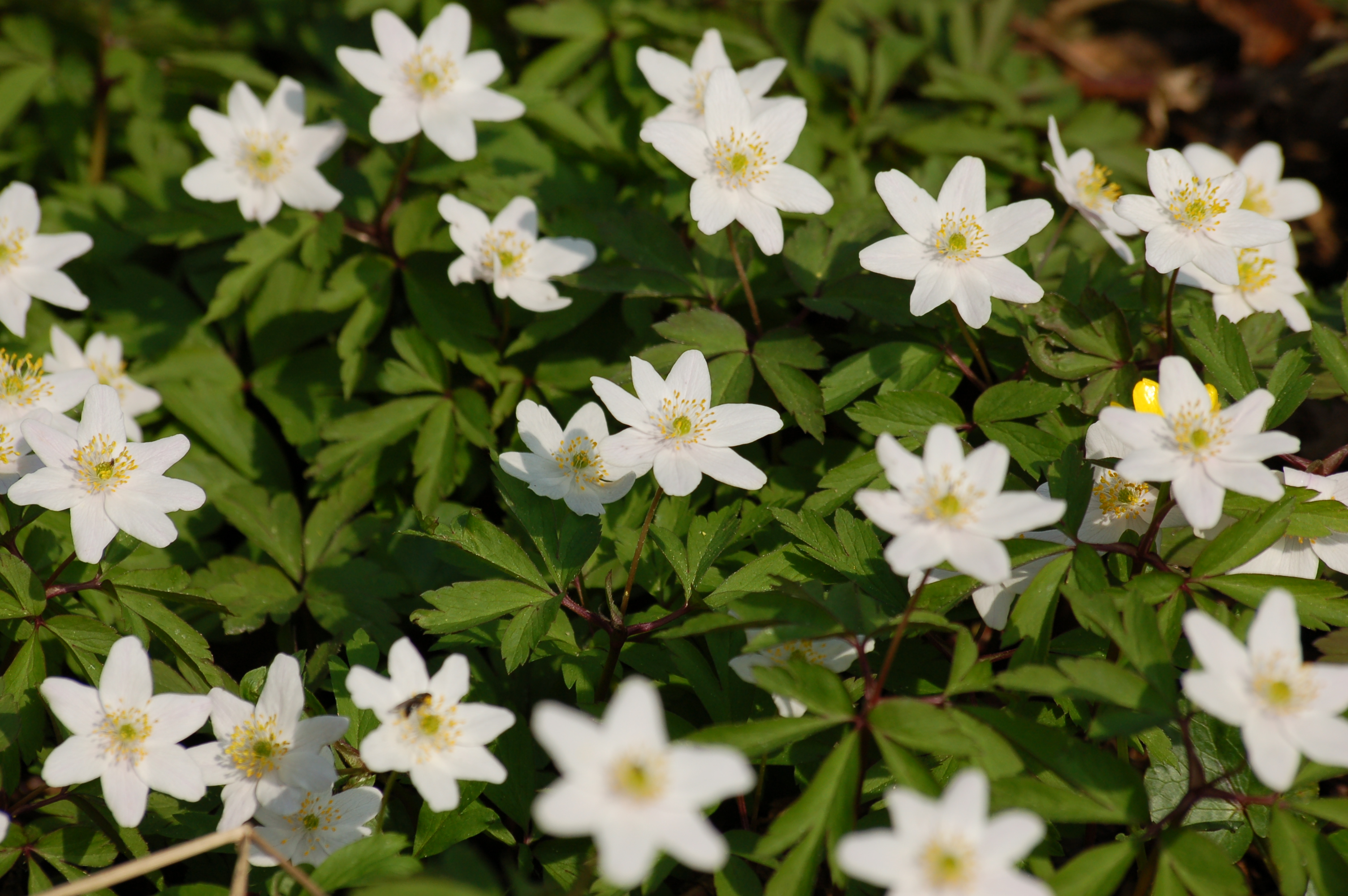
Sasanka hajní
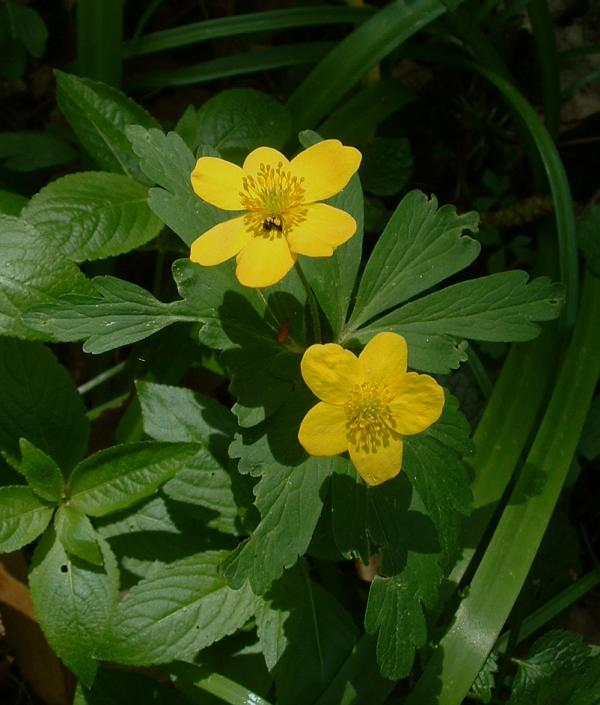
Sasanka pryskyřníkovitá
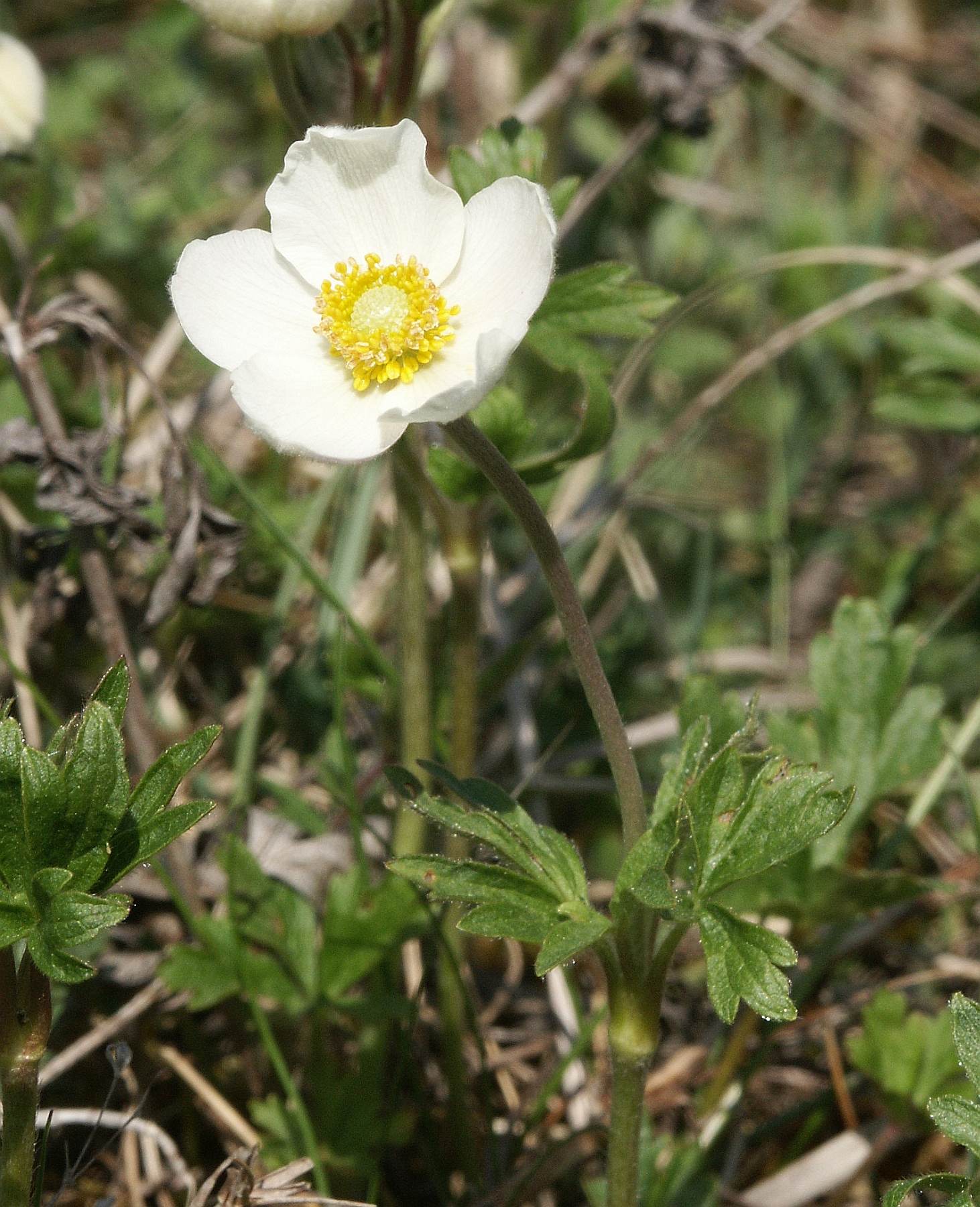
Sasanka lesní
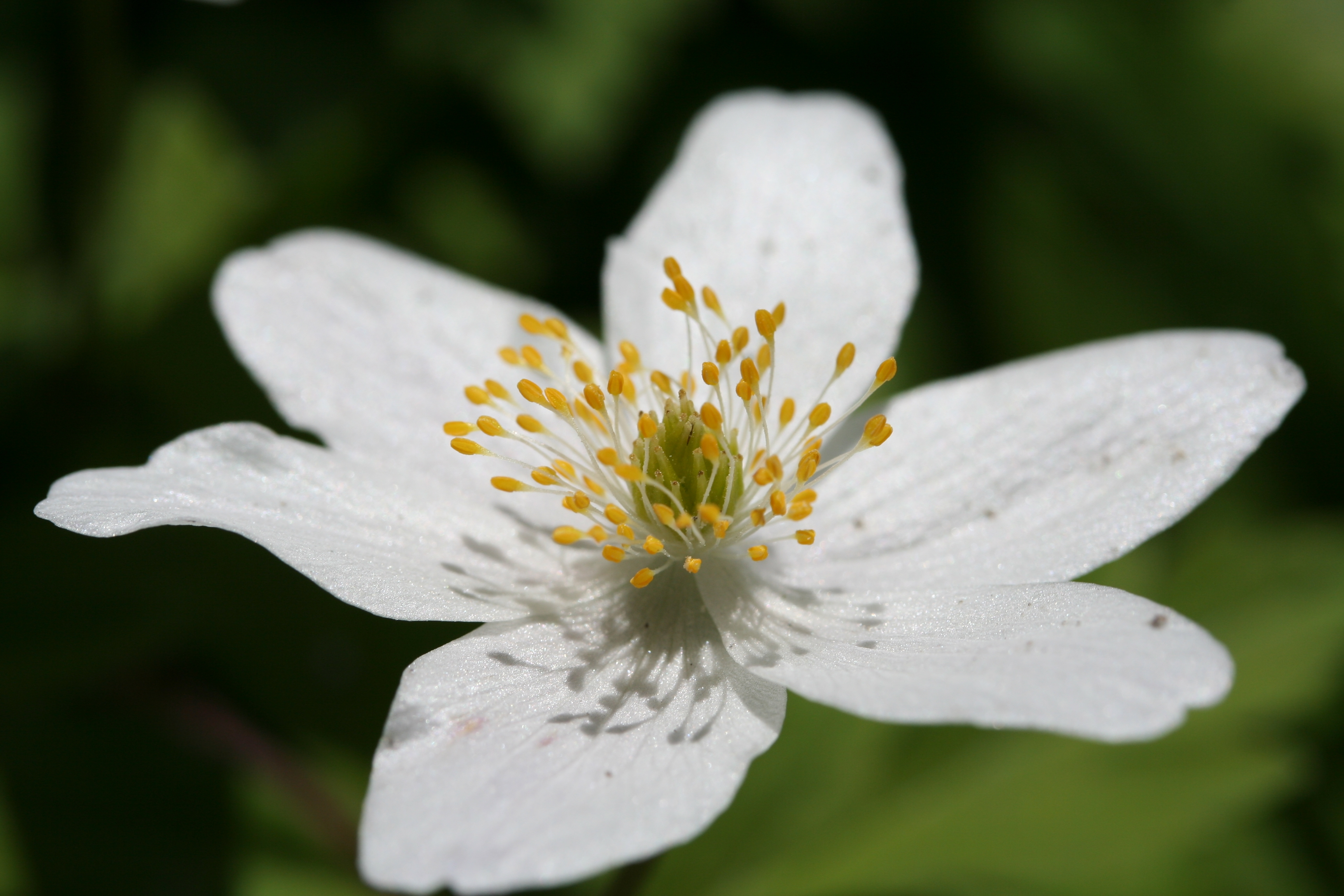
Květ sasanky hajní
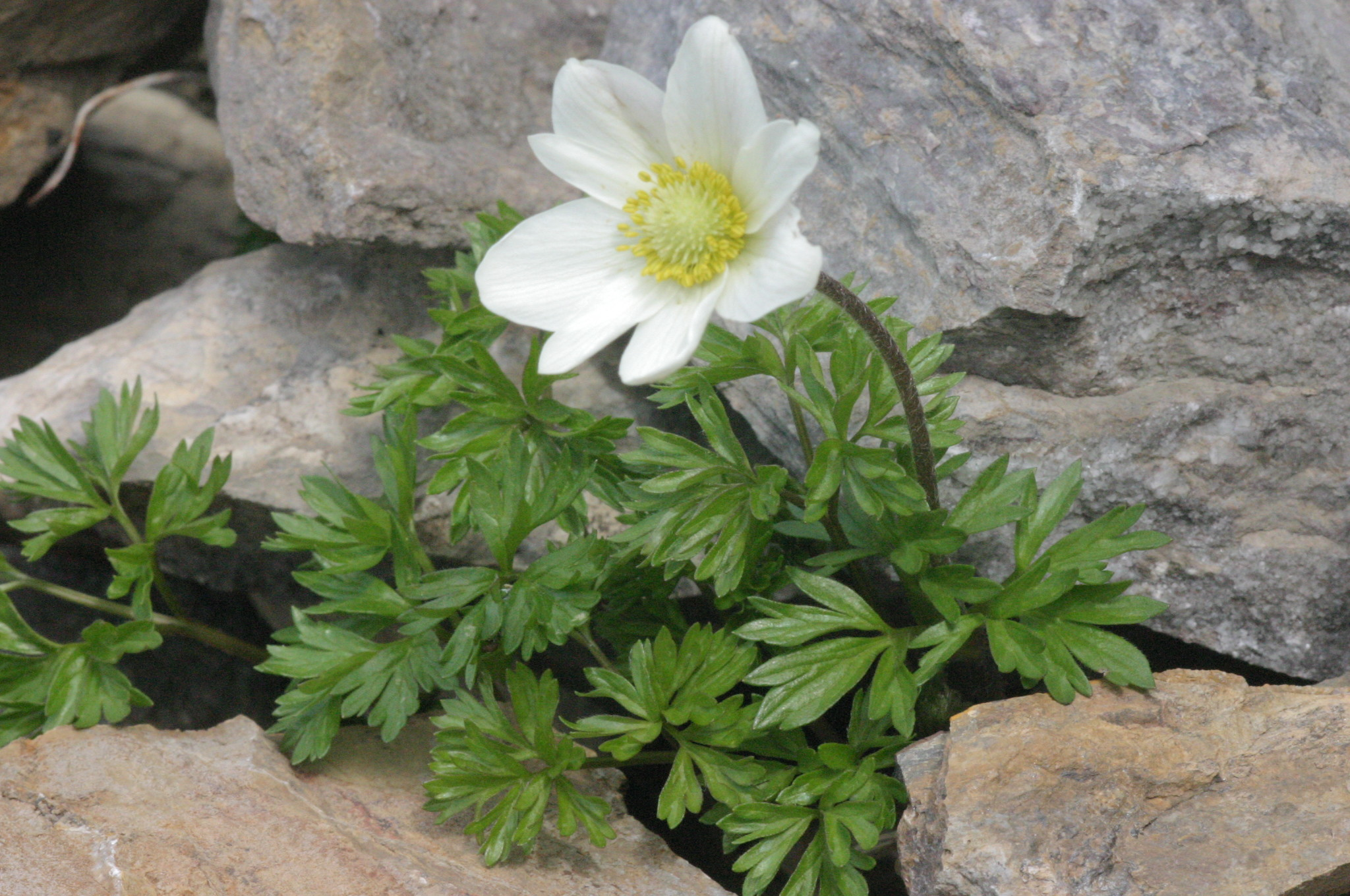
Sasanka baldenská
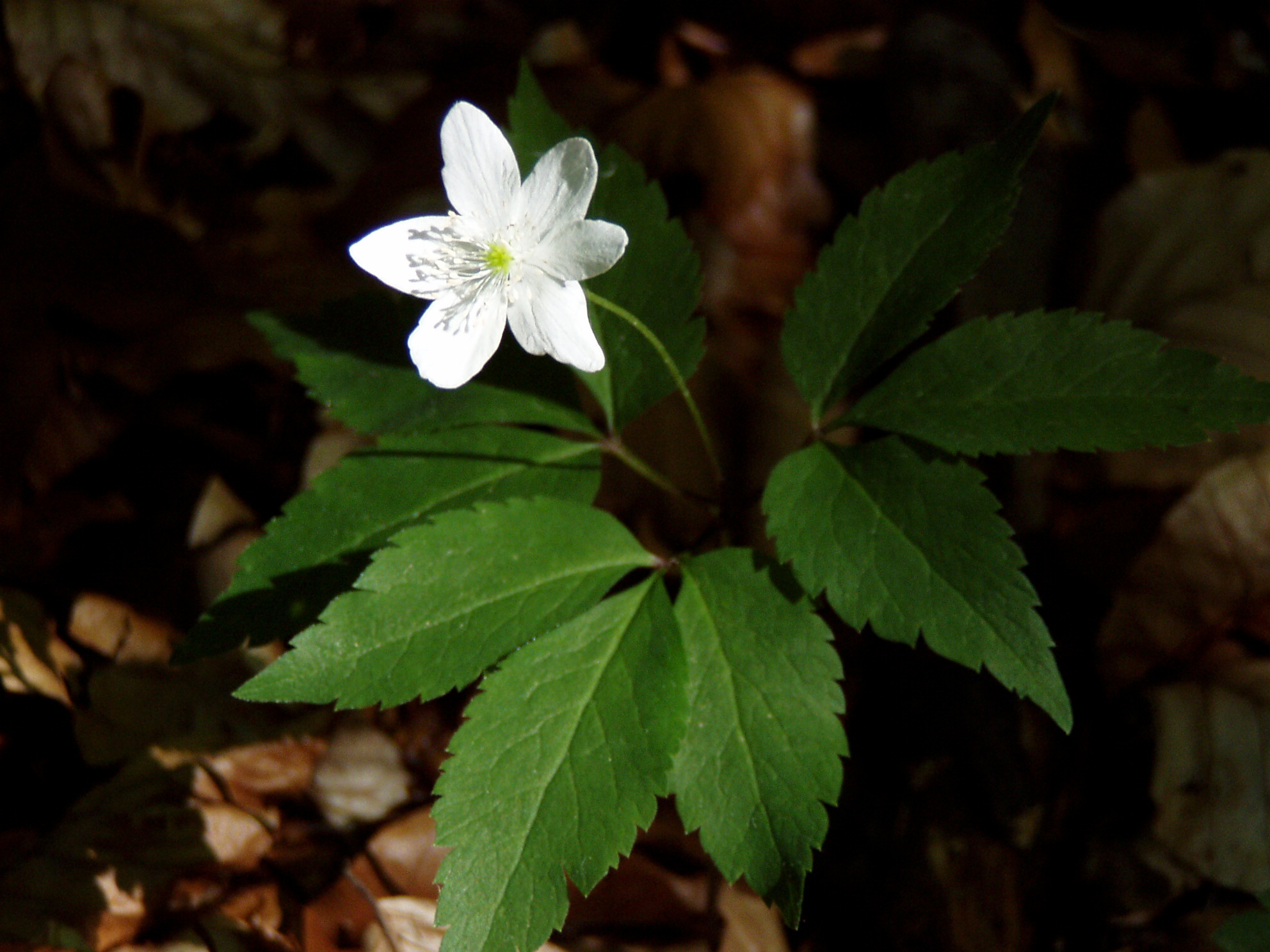
Sasanka trojlistá
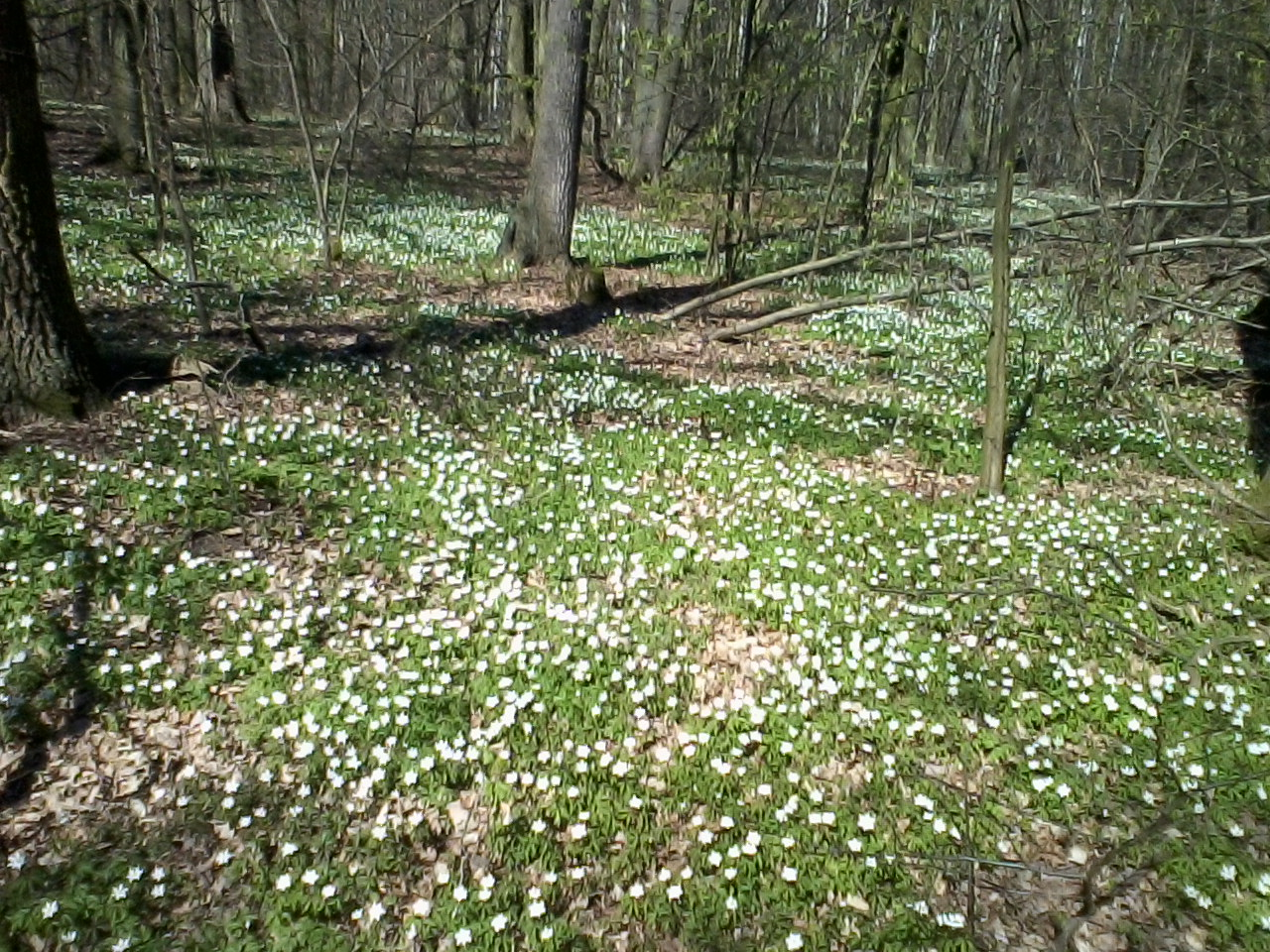
Sasanka hajní v lese

## Zástupci
- sasanka altajská (Anemone altaica)
- sasanka apeninská (Anemone apennina)
- sasanka baldenská (Anemone baldensis)
- sasanka dvoukvětá (Anemone flaccida)
- sasanka hajní (Anemone nemorosa)
- sasanka himálajská (Anemone rivularis)
- sasanka hupehenská (Anemone hupehensis)
- sasanka japonská (Anemone japonica)
- sasanka jenisejská (Anemone jenisseensis)
- sasanka kavkazská (Anemone caucasica)
- sasanka lesní (Anemone sylvestris)
- sasanka něžná (Anemone blanda), syn. sasanka sličná, sasanka modrá
- sasanka nížinná (Anemone demissa)
- sasanka plstnatá (Anemone tomentosa)
- sasanka pryskyřníkovitá (Anemone ranunculoides)
- sasanka révolistá (Anemone vitifolia)
- sasanka rozeklaná (Anemone multifida)
- sasanka skalní (Anemone rupicola)
- sasanka trojlistá (Anemone trifolia)
- sasanka věncová (Anemone coronaria)
- sasanka větvená (Anemone dichotoma)
- sasanka viržinská (Anemone virginiana)
- sasanka zahradní (Anemone × hybrida)
- sasanka žluťuchovitá (Anemone thalictroides)[9][10][11]